# Ilija Nestorovski
Ilija Nestorovski (Prilep, 12 de marzo de 1990) es un futbolista macedonio que juega de delantero en el N. K. Slaven Belupo de la Primera Liga de Croacia.

## Carrera
Nestorovski comenzó jugando al fútbol en el FK Pobeda, el club de su ciudad natal desde el año 2000, que comenzó en las categorías inferiores. En 2006 comenzó su contrato como profesional en dicho club, hasta el año 2010.

### Slovácko
A partir del año 2010 jugó en el 1. Football Club Slovácko checo donde no cuajó buenas temporadas, motivo por el que fue cedido al FK Viktoria Žižkov en la temporada 2011/12 y al FK Metalurg Skopje, club de su país, en la 2012/13.

### Inter Zaprešić
Para la siguiente temporada se fue transferido al NK Inter Zaprešić en donde logró 20 goles en la Segunda división de Croacia. Sus números mejoraron en la temporada 2014-15, donde logró 24 goles en 27 partidos.

### Palermo
Esta capacidad goleadora llamó la atención del Palermo con quien firmó, en el año 2016, un contrato de cuatro años de duración. El Palermo, por su parte, desembolsó 500 000 € al Inter Zaprešic. Con el Palermo, también demostró su capacidad goleadora, anotando 7 goles en sus primeros 5 partidos. Durante la temporada marcó 11 goles en 37 partidos. La nota negativa para él fue el descenso de su club, el US Città di Palermo.

### Udinese
El 26 de julio de 2019 el Udinese Calcio hizo oficial su incorporación por tres temporadas con opción a una cuarta.

## Selección nacional
Nestorovski debutó con la selección de fútbol de Macedonia del Norte en 2015.
Marcó su primer gol con la selección nacional el 29 de mayo de 2016, en la victoria de Macedonia del Norte por 3-1 frente a la selección de fútbol de Azerbaiyán.

## Estadísticas

### Clubes
Actualizado al último partido disputado el 19 de marzo de 2022.
| Club                                        | Temporada     | Div.          | Liga  | Liga  | Copas nacionales* | Copas nacionales* | Copas internacionales ** | Copas internacionales ** | Total | Total | Media goleadora |
| Club                                        | Temporada     | Div.          | Part. | Goles | Part.             | Goles             | Part.                    | Goles                    | Part. | Goles | Media goleadora |
| ------------------------------------------- | ------------- | ------------- | ----- | ----- | ----------------- | ----------------- | ------------------------ | ------------------------ | ----- | ----- | --------------- |
| FK Pobeda Macedonia del Norte               | 2007-08       | 1.ª           | 0     | 0     | —                 | —                 | 1                        | 0                        | 1     | 0     | 0,00            |
| FK Pobeda Macedonia del Norte               | 2009-10       | 1.ª           | 15    | 10    | —                 | —                 | —                        | —                        | 15    | 10    | 0,67            |
| FK Pobeda Macedonia del Norte               | Total club    | Total club    | 15    | 10    | 0                 | 0                 | 1                        | 0                        | 16    | 10    | 0,63            |
| 1. Football Club Slovácko · República Checa | 2009-10       | 1.ª           | 11    | 1     | —                 | —                 | —                        | —                        | 11    | 1     | 0,09            |
| 1. Football Club Slovácko · República Checa | 2010-11       | 1.ª           | 16    | 1     | —                 | —                 | —                        | —                        | 16    | 1     | 0,06            |
| 1. Football Club Slovácko · República Checa | Total club    | Total club    | 27    | 2     | 0                 | 0                 | 0                        | 0                        | 27    | 2     | 0,07            |
| FK Viktoria Žižkov · República Checa        | 2011-12       | 1.ª           | 13    | 1     | —                 | —                 | —                        | —                        | 13    | 1     | 0,08            |
| FK Viktoria Žižkov · República Checa        | Total club    | Total club    | 13    | 1     | 0                 | 0                 | 0                        | 0                        | 13    | 1     | 0,08            |
| FK Metalurg Skopje Macedonia del Norte      | 2011-12       | 1.ª           | 14    | 1     | —                 | —                 | —                        | —                        | 14    | 1     | 0,07            |
| FK Metalurg Skopje Macedonia del Norte      | 2012-13       | 1.ª           | 6     | 0     | —                 | —                 | 4                        | 1                        | 10    | 1     | 0,10            |
| FK Metalurg Skopje Macedonia del Norte      | Total club    | Total club    | 20    | 1     | 0                 | 0                 | 4                        | 1                        | 24    | 2     | 0,08            |
| NK Inter Zaprešić · Croacia                 | 2013-14       | 2.ª           | 30    | 20    | 4                 | 2                 | —                        | —                        | 34    | 22    | 0,65            |
| NK Inter Zaprešić · Croacia                 | 2014-15       | 2.ª           | 27    | 24    | —                 | —                 | —                        | —                        | 27    | 24    | 0,89            |
| NK Inter Zaprešić · Croacia                 | 2015-16       | 1.ª           | 33    | 25    | 2                 | 0                 | —                        | —                        | 35    | 25    | 0,71            |
| NK Inter Zaprešić · Croacia                 | Total club    | Total club    | 90    | 69    | 6                 | 2                 | 0                        | 0                        | 96    | 71    | 0,74            |
| US Palermo · Italia                         | 2016-17       | 1.ª           | 37    | 11    | 1                 | 0                 | —                        | —                        | 38    | 11    | 0,29            |
| US Palermo · Italia                         | 2017-18       | 2.ª           | 31    | 13    | 2                 | 0                 | —                        | —                        | 33    | 13    | 0,39            |
| US Palermo · Italia                         | 2018-19       | 2.ª           | 26    | 14    | 2                 | 1                 | —                        | —                        | 28    | 15    | 0,54            |
| US Palermo · Italia                         | Total club    | Total club    | 94    | 38    | 5                 | 1                 | 0                        | 0                        | 99    | 39    | 0,39            |
| Udinese Calcio · Italia                     | 2019-20       | 1.ª           | 28    | 3     | 2                 | 0                 | —                        | —                        | 30    | 3     | 0,10            |
| Udinese Calcio · Italia                     | 2020-21       | 1.ª           | 22    | 2     | 1                 | 0                 | —                        | —                        | 23    | 2     | 0,09            |
| Udinese Calcio · Italia                     | 2021-22       | 1.ª           | 7     | 1     | 2                 | 0                 | —                        | —                        | 9     | 1     | 0,11            |
| Udinese Calcio · Italia                     |               |               | 57    | 6     | 5                 | 0                 | 0                        | 0                        | 62    | 6     | 0,10            |
| Total carrera                               | Total carrera | Total carrera | 310   | 126   | 16                | 3                 | 5                        | 1                        | 331   | 130   | 0,39            |